# Kupalaŭskaja (metropolitana di Minsk)
La stazione Kupalaŭskaja (Купалаўская; in russo Купаловская?, Kupalovskaja) è una stazione della metropolitana di Minsk, posta sulla linea Aŭtazavodskaja.
Costituisce punto d'interscambio con la stazione Kastryčnickaja della linea Maskoŭskaja.